# Programa de Direito Ambiental de Montevidéu
O Programa de Montevidéu para o Desenvolvimento e Revisão Periódica do Direito Ambiental (Programa de Direito Ambiental de Montevidéu) é um programa intergovernamental sequencial de dez anos das Nações Unidas para o desenvolvimento e revisão periódica do Direito Ambiental, destinado a fortalecer a capacidade relacionada nos países. O programa foi concebido em 1982.
O programa é baseado nos três pilares da Carta das Nações Unidas, que vincula paz e segurança, direitos humanos e desenvolvimento ao estado de direito.
O PNUMA (Programa das Nações Unidas para o Meio Ambiente) é o secretariado do programa.

## Objetivos
Em 2019, a Assembleia das Nações Unidas para o Meio Ambiente adotou o Quinto Programa de Montevidéu, que vai de janeiro de 2020 a dezembro de 2029, desenvolvido para aproveitar os sucessos dos programas anteriores. O objetivo é permitir que os países cumpram os objetivos ambientais estabelecidos em particular na resoluções adotadas pela Assembleia Ambiental da ONU e refletidas em acordos ambientais multilaterais.
O objetivo do Programa de Montevidéu é:
- Apoiar o desenvolvimento de legislação ambiental adequada e eficaz, assim como arcabouços jurídicos para tratar de questões ambientais;
- Reforçar a implementação da legislação ambiental a nível nacional;
- Apoiar a capacitação para maior eficácia da legislação ambiental para as partes interessadas;
- Apoiar os governos nacionais, mediante solicitação, no desenvolvimento e implementação do estado de direito ambiental;
- Promover o papel do direito ambiental no contexto de uma governança ambiental eficaz.

Em parceria com agências da ONU, organizações intergovernamentais, organizações da sociedade civil, setor privado e acadêmicos, o programa concentra-se em uma série de estratégias e atividades. Isso inclui orientação para desenvolver modelos legais eficazes, participação e networking entre as partes interessadas e o público em geral, educação e treinamento em direito ambiental e pesquisa sobre questões ambientais.
O programa visa contribuir para a dimensão ambiental da Agenda 2030 para o Desenvolvimento Sustentável. Esta agenda busca fortalecer a paz universal e a erradicação da pobreza para apoiar o desenvolvimento sustentável.
A implementação efetiva do quinto programa depende da adaptação de atividades claramente definidas e realizáveis às necessidades e prioridades de cada país. As atividades, por exemplo, para alcançar o manejo e uso sustentável dos recursos naturais e a proteção do meio ambiente também devem promover a igualdade de gênero de gênero e a equidade intergeracional.
Comitês diretores compostos por dois ou três representantes regionais representarão as atividades nos pontos focais nacionais nas reuniões globais e trabalharão com a secretaria na implementação do Programa de Montevidéu.
A assistência será solicitada por acadêmicos, especialistas na área de direito ambiental, organizações relevantes da sociedade civil e setor privado, quando apropriado.

## Programas anteriores
Quatro programas anteriores de Montevidéu foram implementados:
- Programa de Montevidéu IV (2010-2019)
- Programa de Montevidéu III (2000-2009)
- Programa de Montevidéu II (1990-1999)
- Programa de Montevidéu I (1981–1990) [1]